# David Bailey (cestista)
David Bailey (Chicago, 3 marzo 1981) è un ex cestista statunitense, professionista nella NBDL e in Europa.

## Palmarès
- Campione CBA (2005)
- CBA Rookie of the Year (2004)
- CBA All-Rookie First Team (2004)
- Campionato estone: 1

Tartu Ülikooli: 2006-07